# Абдуллаев, Кязым Энвер оглы
Абдуллаев Кязым Энвер оглы (род. 6 апреля 1953, Баку) — азербайджанский актёр театра и кино, Народный артист Азербайджанской Республики (2019 г.), индивидуальный стипендиат Президента Азербайджанской Республики (с 2022 г.).

## Биография
Абдуллаев Кязым Энвер оглы родился 6 апреля 1953 года в городе Баку.
В 1974 году Кязим Абдуллаев окончил факультет «Актерское мастерство драмы и кино» Азербайджанского государственного художественного института имени М. А. Алиева.
С января 1976 года он был принят в труппу Сумгаитского государственного музыкально-драматического театра имени Х.Араблинского и проработал там до января 1996 года.
В Сумгаитском государственном драматическом театре сыграны роли: (Джафар Джаббарлы «Огтай Елоглу») Октай, (Гусейн Джавид «Афат») Эртогрул, (Рустам Ибрагимбеков «Парк») Марат, (Анар «Тахмина и Заур») Мухтар, (Назим Хикмат «Первый день праздника») Шади, (Нариман Гасанзаде «Весь Восток должен знать») Азизбеков, (Акрам Айлисли «Вазифа») Назим, («Временный муж» Рашада Нури Гунтека) Шариф, (Ш.Ариф) «Не вините меня») Калби Кахар, (О.Алтунбай «Мехриша») Алтундаш, (Джалил Мамедгулузаде «Мертвые») Машади Орудж, Гаджи Керим, (Р.Ализаде «Догмалар») Мехман, (А.Абдулин" 13-й председатель") Вали Закиров, (Джафар Джаббарлы «Бриллиант») Фуад, (К. Каримов «Фантазия Чахарга») Теймур, (Чингиз Айтматов «День, равный столетию») Абуталиб, (Абдулла Шайк «Один час халифа») Харун Ар-Рашид, (Г. Хугаев «Богатый дом») Бечир, (Гусейн Джавид «Утес») Джалал, (Анар «Мужской мужчина») Фагир Багир, (Дж. Юсифзаде «Утренний поезд») Манаф, (Г. Бокарев «Сталевары») Уста Валерий, (Наби Хазри «Горы и волны») Каспиан и др.
В 1996—2004 годах работал в Бакинском муниципальном театре. Роли, сыгранные в этом театре: (Нариман Нариманов «Надир Шах») Шах Тахмаз, (Алтай Мамедов «Дели Домрул») Дели Дондар, (Дж. Ануй «Медея») Язон, (О. Алтунбай «Томрис») Кир, (Джафар Джаббарлы «Возвращение») Мирза Джамал, (Джалил Мамедгулузаде «Мертвые») Шейх Ахмед, (Назим Хикмет «Меч Домокла») Аптекарь, (С. Рашиди «Мой человек») Надир, (А. Пахлаван «Человек и Дьявол») Поэт, (Нигяр Рафибейли «Натеван») Поэт и другие.
С 2005 года Казим Абдуллаев, принятый в художественный состав Азербайджанского государственного национального драматического театра, сыграл следующие роли: Гаджи Бахшали (Джалил Мамедгулузаде, «Мертвые»), Алексас (Назим Хикмат, Уильям Шекспир, Мамед Саид Ордубади, «Египетские ночи»), Шамистан-ага (Исмаил Шихлы, «Похороните мертвых на кладбище»), Фатулла бек (Али Амирли, «Месенат»), Нострадамус (Рамиз Новруз, «Они ещё не сказали, что я люблю тебя») , Второй Рашад (Бахтияр Вахабзаде, «Второй голос»), Султанали (Мир Джалал, «Воскресший человек»), Акбар (Абдулла Шаиг, «Елоглу»), Ибрагим-хан (Ильяс Эфендиев, «Хокмдар и его дочь»), Муртуза Мухтаров (Али Амирли, «Месенат»), поэт Кирмани («Амир Теймур», Гусейн Джавид), Агостино («Цилиндр», Эдуардо де Филиппо), Гаджи Гасан («Мертвые», Джалиль Мамедкулизаде), Ибад ("Алмаз «, Джафар Джаббарлы), Тогрул („Гатиба Инандж“, Мамед Саид Ордубади).
Актёр также снялся во многих фильмах: Шамиль в фильме „Моя жена, мои дети“, Ата в „Авантюристе Исмаил-бея“, Мамед в „Не бойся, я с тобой“, Гурд Карим в „Седле“. Лошади», «Личный визит в немецкую клинику», Гафаров, актёр «Юка», майор полиции в «Последнем бою» и так далее.

## Награды
- Заслуженный артист Азербайджанской Республики — 2002 г.
- Народный артист Азербайджанской Республики — 2019 г.
- Награда Президента Азербайджанской Республики — 6 мая 2015 г.[1], 6 мая 2016 г.[2], 1 мая 2017 г.[3], 9 мая 2018 г.[4], 7 мая 2020 г.[5] и 7 мая 2021 г.[6]
- Премия Джафара Джаббарлы — 2017 г.[7][8]
- За заслуги в развитии азербайджанской культуры он был удостоен индивидуальной стипендии Президента Азербайджанской Республики — 10 мая 2022 года.[9]

## Фильмография
1. Абсурдистан (фильм, 2008) (художественный фильм) — Пастух
2. Белый мир (фильм, 1995)
3. Ах, справедливость! (фильм, 1997)
4. Личный визит в немецкую клинику (фильм, 1988) (художественный фильм) — роль: Гафар Гафаров
5. Книга моей матери (фильм, 1994)
6. Удар в спину (фильм, 1977)
7. Моя жена, мои дети (фильм, 1978)
8. Это расставание (фильм, 2008)
9. Азербайджанские ханства. Нахчыванское и Иреванское ханства. Фильм 5 (фильм, 2003)
10. Тапочка (фильм, 2001)
11. Хватит, не плачь! (фильм, 1999)
12. Момент истины (фильм, 2003)
13. Джаваншир (фильм, 2002)
14. Жизнь Джавида (фильм, 2007)
15. Юбилей Данте (фильм, 1978)
16. Лавровое дерево (сериал, 2016)
17. И паломничество, и торговля… (фильм, 1995)
18. Цветок жизни (сериал, 2013)
19. Путешественники «Дороги молний» (фильм, 2003)
20. Кусочек льда в теплом море (фильм, 1983)
21. Ждите знака с моря (фильм, 1986)
22. Китаби Дада Горгуд. Сага о Сакрае (фильм, 1990)
23. Корамал (фильм, 2009)
24. Шкатулка из крепости (фильм, 1982)
25. Пора седлать коней (фильм, 1985)
26. Необычный бой (фильм, 2009)
27. Газельхан (фильм, 1991)
28. Не бойся, я с тобой (фильм, 1981)
29. Прозвище — «ИКА» (фильм, 1997).
30. Национальная бомба (фильм, 2004)
31. Игра (фильм, 2003)
32. Избранные (фильм, 2008)
33. Последняя битва (фильм, 1996)
34. Только остров не возьмёшь с собой (фильм, 1980)
35. Девушка без адреса (фильм, 1999)
36. Сожженные мосты (фильм, 2007)
37. Неоконченное дело (фильм, 2002)
38. Груз (фильм, 1995)
39. Лавровое дерево (сериал, 2016) — Акбар
40. Марьям (сериал, 2016)-Видади.
41. Гранатовый сад (фильм, 2017)
42. Романс (фильм, 2020)
43. Последний вздох (сериал, 2021)